# Polystichum faucicola
Polystichum faucicola är en träjonväxtart som beskrevs av M. Kessler och Lehnert. Polystichum faucicola ingår i släktet Polystichum och familjen Dryopteridaceae. Inga underarter finns listade.